# حجاج بن منهال
حجاج بن منهال. أبو محمد البصري، إمام قدوة عابد حجة.

## روى عنه
روى عنه: مسلم، وأبو داود، وروى له الترمذي، والنّسائي، وابن ماجه.
روى عنه البخاري من غير واسطة في مواضع، أوَّلها: في باب ما جاء أنَّ الأعمال بالنِّيَّة، من كتاب الإيمان.
سمع: شعبة، وجرير بن حازم، والوضاح أبا عوانة، وابن عيينة، وعبد الله بن عمر النميرِي.